# Urau
Urau település Franciaországban, Haute-Garonne megyében. Lakosainak száma 116 fő (2022. január 1.). Urau Balaguères, Buzan, Castelbiague, Fougaron, Francazal, Montastruc-de-Salies és Saleich községekkel határos.

## Népesség
A település népessége az elmúlt években az alábbi módon változott:
| Lakosok száma | 190  | 142  | 146  | 137  | 134  | 126  | 123  | 120  | 118  | 116  |
|               | 1968 | 1982 | 1990 | 2006 | 2013 | 2015 | 2017 | 2019 | 2020 | 2022 |